# Сражение при Исландбридже

Ирландия в середине IX — начале XI века

Сражение при Исландбридже (битва при Ат Клиате или битва при Дублине; др.‑ирл. Cath Áth Cliath) — состоявшееся 14 или 15 сентября 919 года вблизи Исландбриджа сражение, в котором войско дублинских викингов под командованием короля Ситрика Слепого разгромило войско Верховного короля Ирландии Ниалла Глундуба и его союзников.

## Исторические источники
О сражении при Исландбридже и связанных с ним событиях сообщается в большинстве ирландских анналов: в «Анналах Ульстера», «Анналах Клонмакнойса», «Анналах Инишфаллена», «Анналах четырёх мастеров», «Хронике скоттов», а также в трактате «Война ирландцев с чужеземцами».

## Предыстория
На рубеже IX—X веков ирландцы одержали над викингами и норвежцо-гэлами несколько крупных побед, в том числе, в 902 году захватили Дублин. Тем самым был положен конец существованию здесь королевства викингов.
Однако в середине 910-х годов нападения скандинавов на Ирландию активизировались. В 917 году на остров прибыло большое войско викингов под командованием Ситрика Слепого и Рагналла Уа Имара. Возглавлявшиеся Верховным королём Ниаллом Глундубом и королём Лейнстера Аугайре мак Айлеллой ирландцы не смогли оказать захватчикам значительного сопротивления. После сражений при Маг Фемене и при Кенн Фуайте викинги овладели Дублином, снова сделав этот город столицей своих владений в Ирландии. Новым правителем Дублинского королевства стал Ситрик, а Рагналл в 918 году возвратился в Британию, где был возведён на престол Йорвика.

## Сражение
Узнав об отплытии Рагналла Уа Имара с частью викингов в Британию, несколько ирландских властителей заключили соглашение, намереваясь изгнать скандинавов из Дублина. Это объединение возглавил Верховный король Ирландии Ниалл Глундуб. К нему также примкнули король Ульстера Аэд мак Эохокайн, король всей Бреги Маэл Митиг мак Фланнакайн, король Айргиаллы Маэл Крайбе мак Дуйбсиниг, король Миде Конхобар мак Флайнн и правитель Южной Бреги Келлах мак Фогартайг. Уже в том же году Ниалл Глундуб попытался захватить принадлежавший Рагналлу Уотерфорд, но его поход завершился безрезультатно.
В 919 году объединённое войско ирландских правителей выступило в поход на Дублин и в сентябре достигло его окрестностей. Ему навстречу из города вышло войско дублинских викингов и их союзников из Лейнстера, возглавлявшееся королём Ситриком Слепым. Обе армии встретились около селения Исландбридж (др.‑ирл. Cell Mo Shámóc), где 14 или 15 сентября между ними произошло кровопролитное сражение. В битве ирландцы потерпели сокрушительное поражение. На поле боя пали все участвовавшие в битве ирландские короли, включая и Ниалла Глундуба. Погибли также и многие представители ирландской знати, в том числе, племянник верховного короля Флайтбертах мак Домнайлл, которого Ниалл прочил в свои наследники, и правитель Кенел Мане Эйремон мак Кеннетиг. По свидетельству анналов, всего в сражении были убиты двенадцать ирландских правителей различного ранга.

## Последствия
Сражение при Исландбридже не только позволило Ситрику Слепому сохранить все свои владения, но и расширить их. Однако и впоследствии ирландцы неоднократно предпринимали попытки уничтожить Дублинское королевство. Так уже в 920 году произошло сражение между войсками нового Верховного короля Доннхада Донна и Ситрика Слепого, в котором ирландцы одержали победу.
Гибель Ниалла Глундуба в сражении при Исландбридже значительно понизила авторитет представителей рода Уи Нейллов среди ирландской знати. С тех пор ни один из членов этой династии не имел в Ирландии такого влияния, какое имели Ниалл и его предки.